# Szujskoje (obwód wołogodzki)
Szujskoje (ros. Шу́йское) – wieś w Rosji, ośrodek administracyjny rejonu mieżdurieczeńskim obwodu wołogodzkiego.  W 2010 r. liczyła 2250 mieszkańców.